# 暗黑街全滅作戰
暗黑街全滅作戰（暗黒街全滅作戦）是1965年的日本警匪片，本片由三橋達也和佐藤允、平田昭彥等主演，此部為『暗黑街系列』最後一集。

## 主要演員列表
- 尾形燐太郎：三橋達也
- 兵堂五郎：佐藤允
- 島田治: 平田昭彥
- 青柳千加子：濱美枝